# Obatala
Obatala is een geslacht van spinnen uit de  familie van de Macrobunidae. 

## Soort
- Obatala armata Lehtinen, 1967